# Changan CX30
Changan CX30 — компактный автомобиль, выпускающийся с 2008 по 2012 год китайской компанией Changan. Вытеснен с конвейера моделью Changan Eado.

## Описание
Автомобиль Changan CX30 впервые был представлен в 2008 году на Пекинском автосалоне под оригинальным названием Changan Z-Shine (кит.: 长安志翔; пиньинь: Cháng'ān Zhìxiáng, кодовое обозначение CV8).

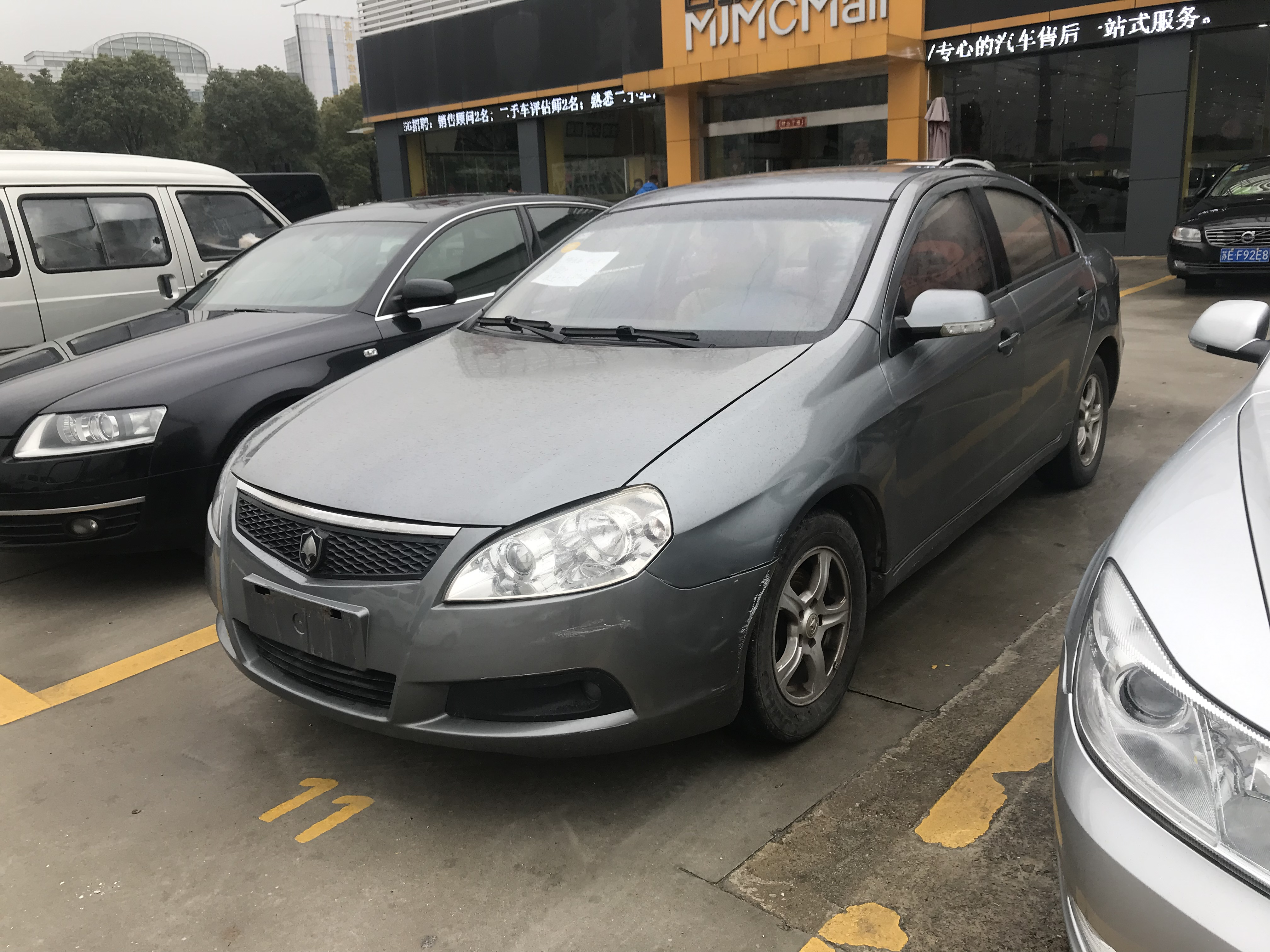
Changan Z-Shine
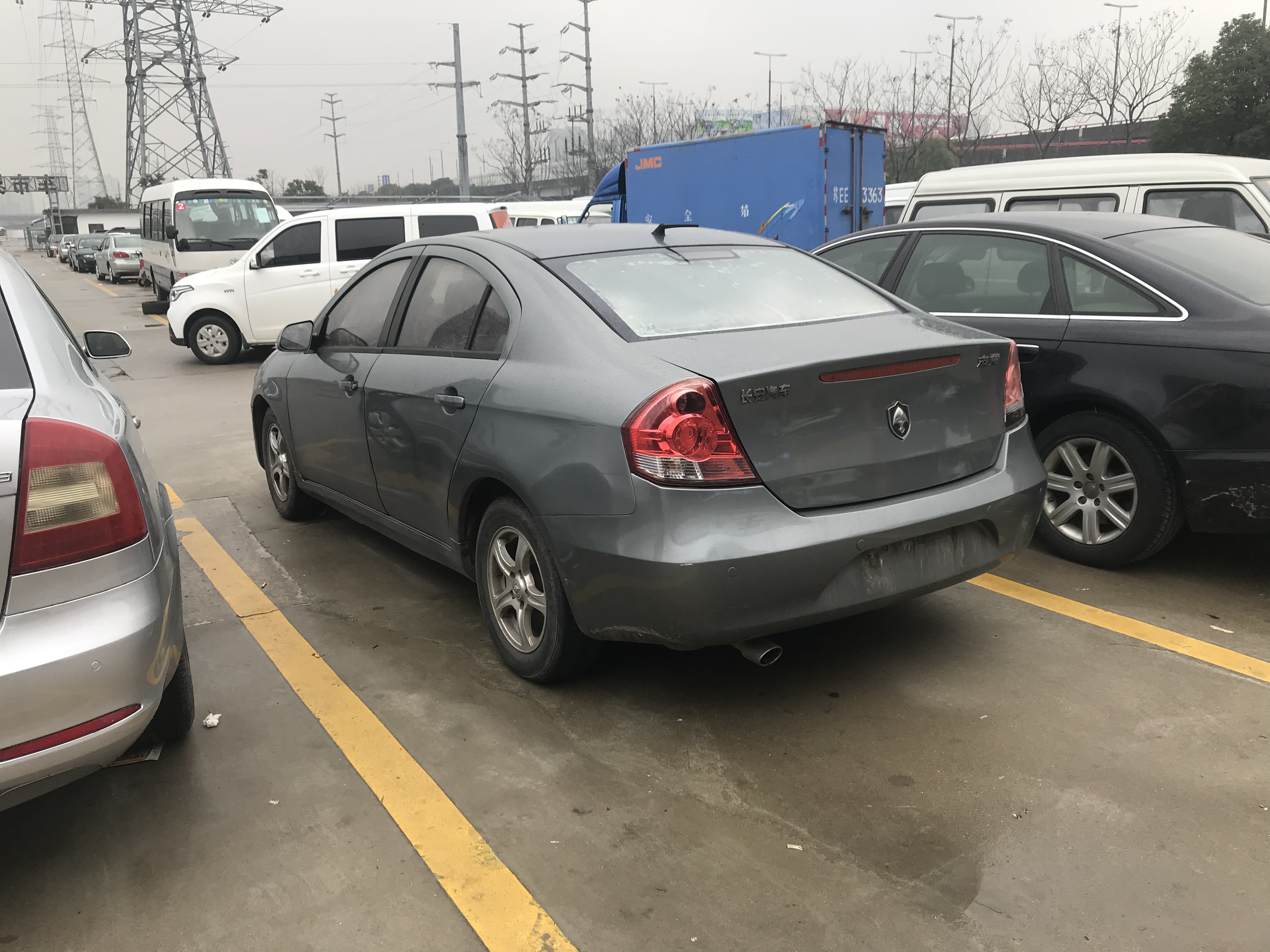
Changan Z-Shine

В 2010 году был представлен хетчбэк CX30 на Пекинском автосалоне. Он оснащался двигателями объёмом 1,6—2,0 литра, мощностью 71—112 кВт и крутящим моментом 140—192 Н⋅м. В январе 2011 года на базе хетчбэка был представлен седан. Цены варьировались от 66800 до 106800 юаней.

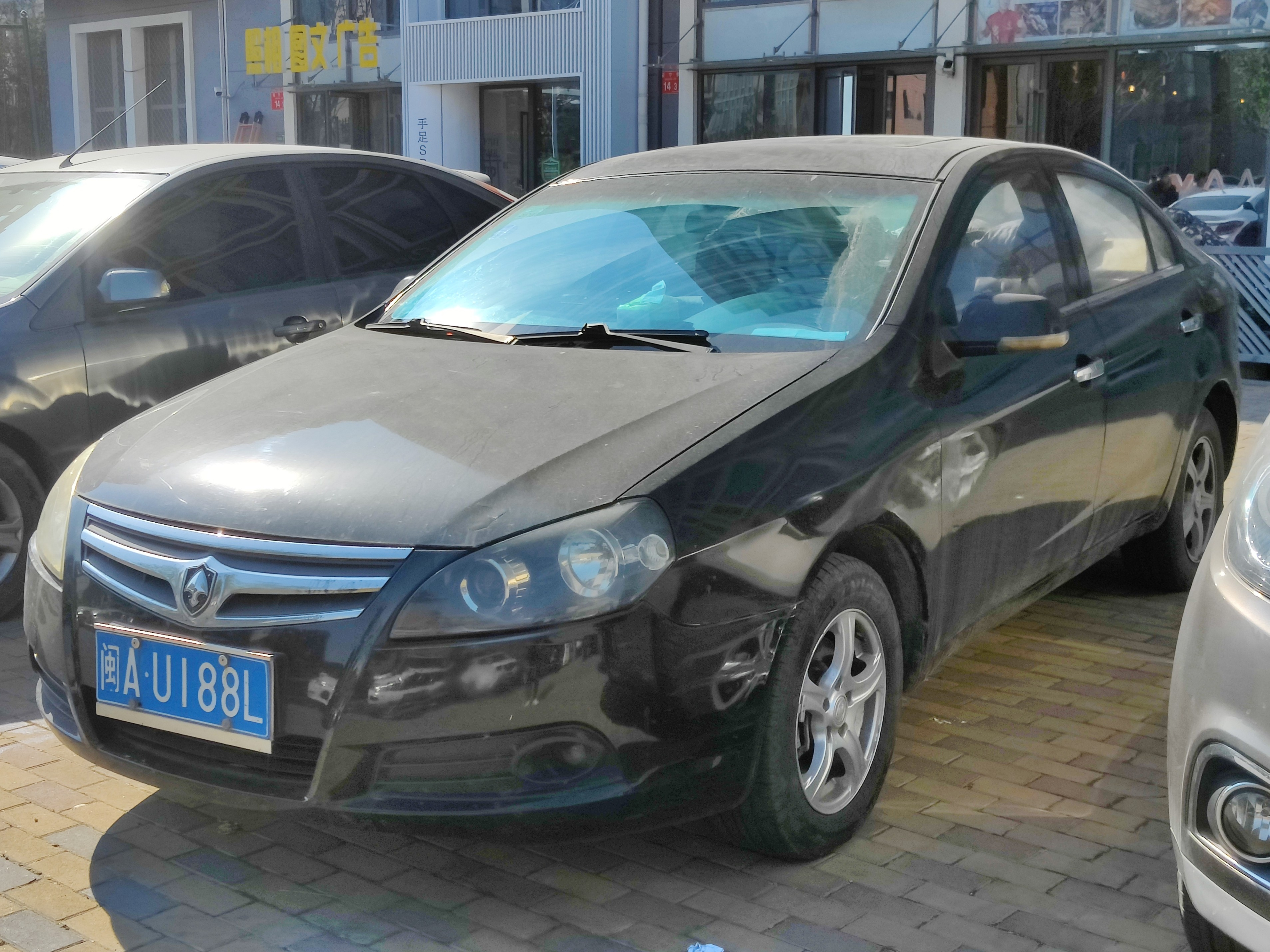
Вид спереди
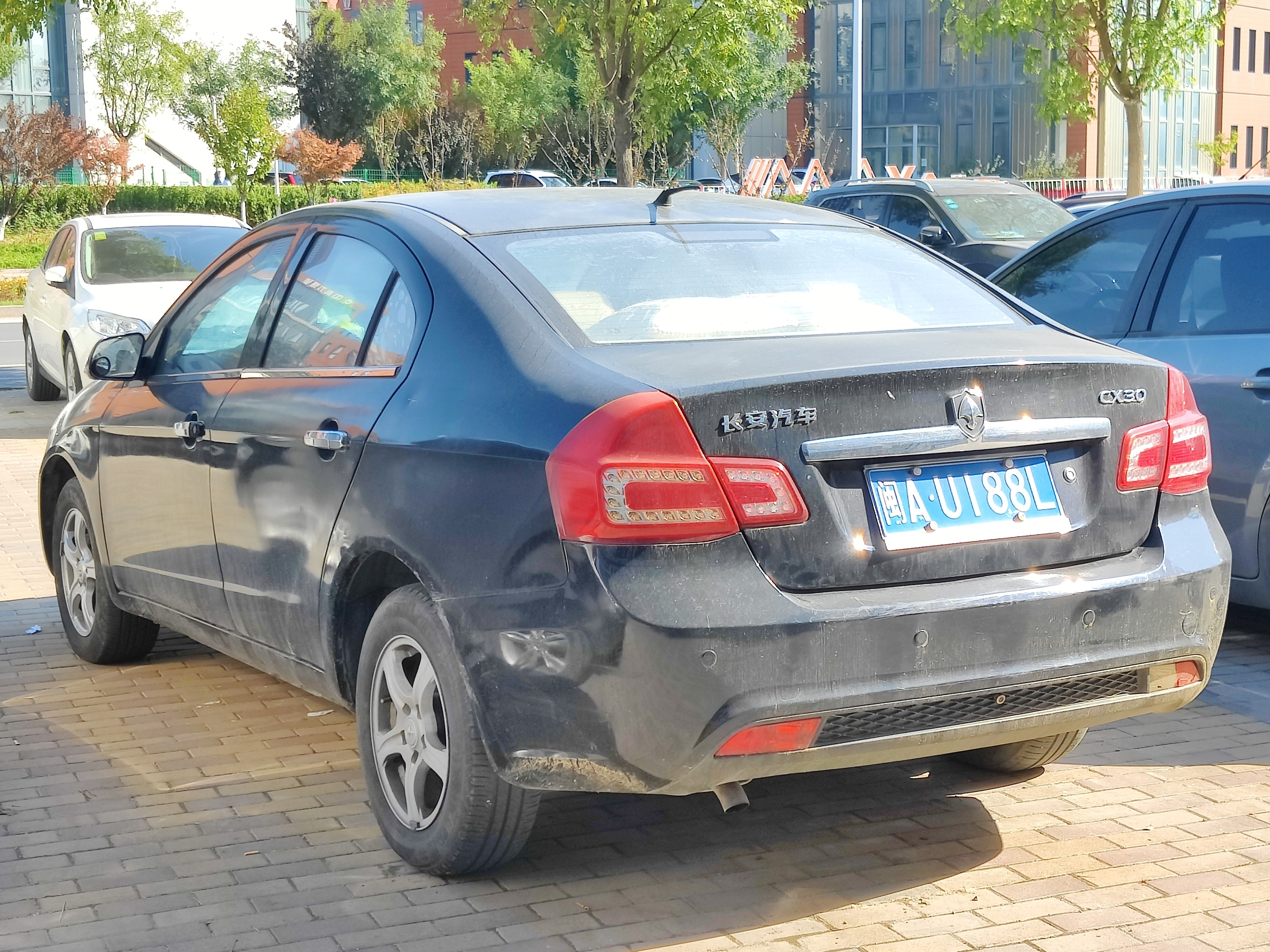
Вид сзади
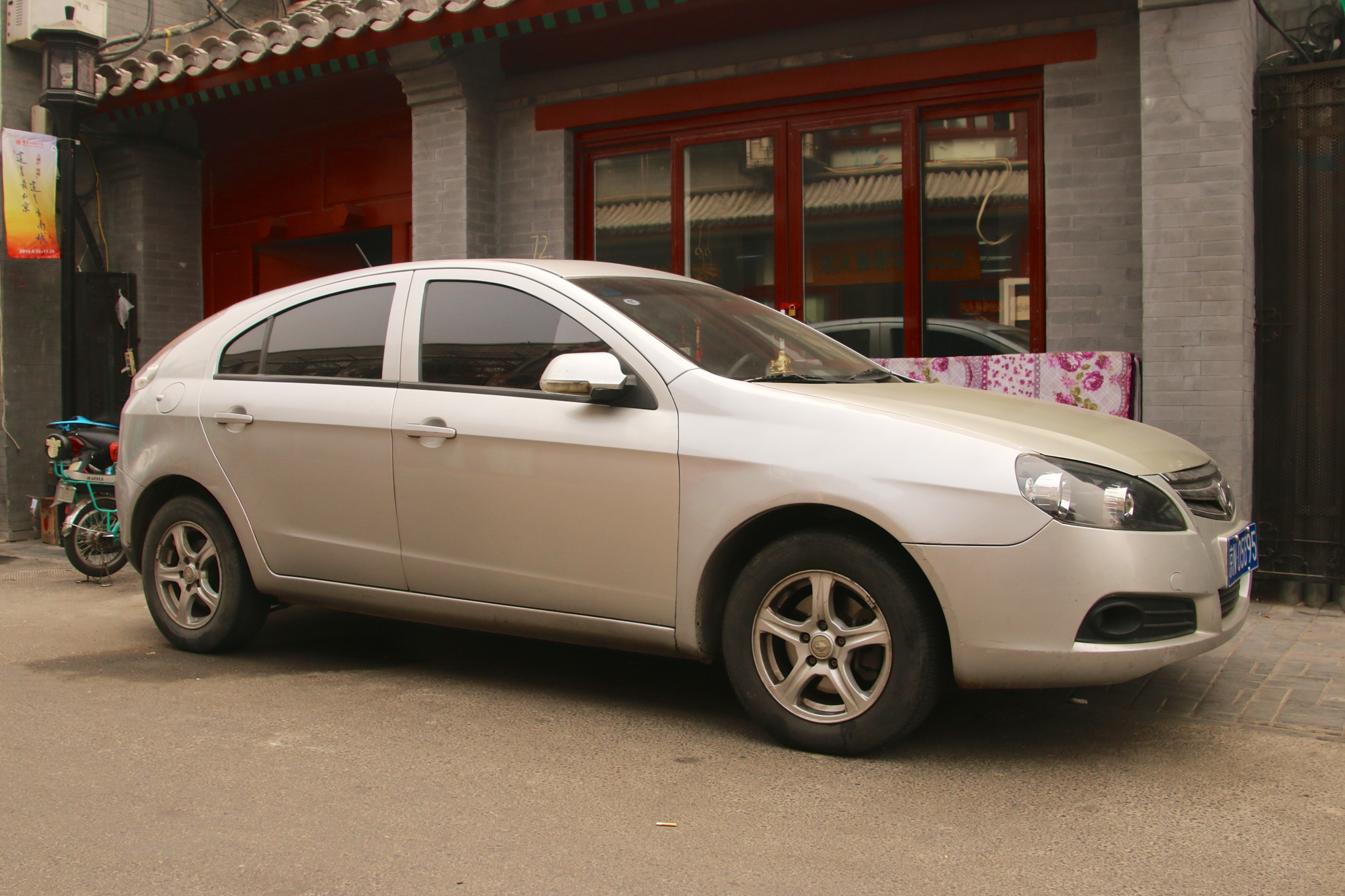
Changan CX30
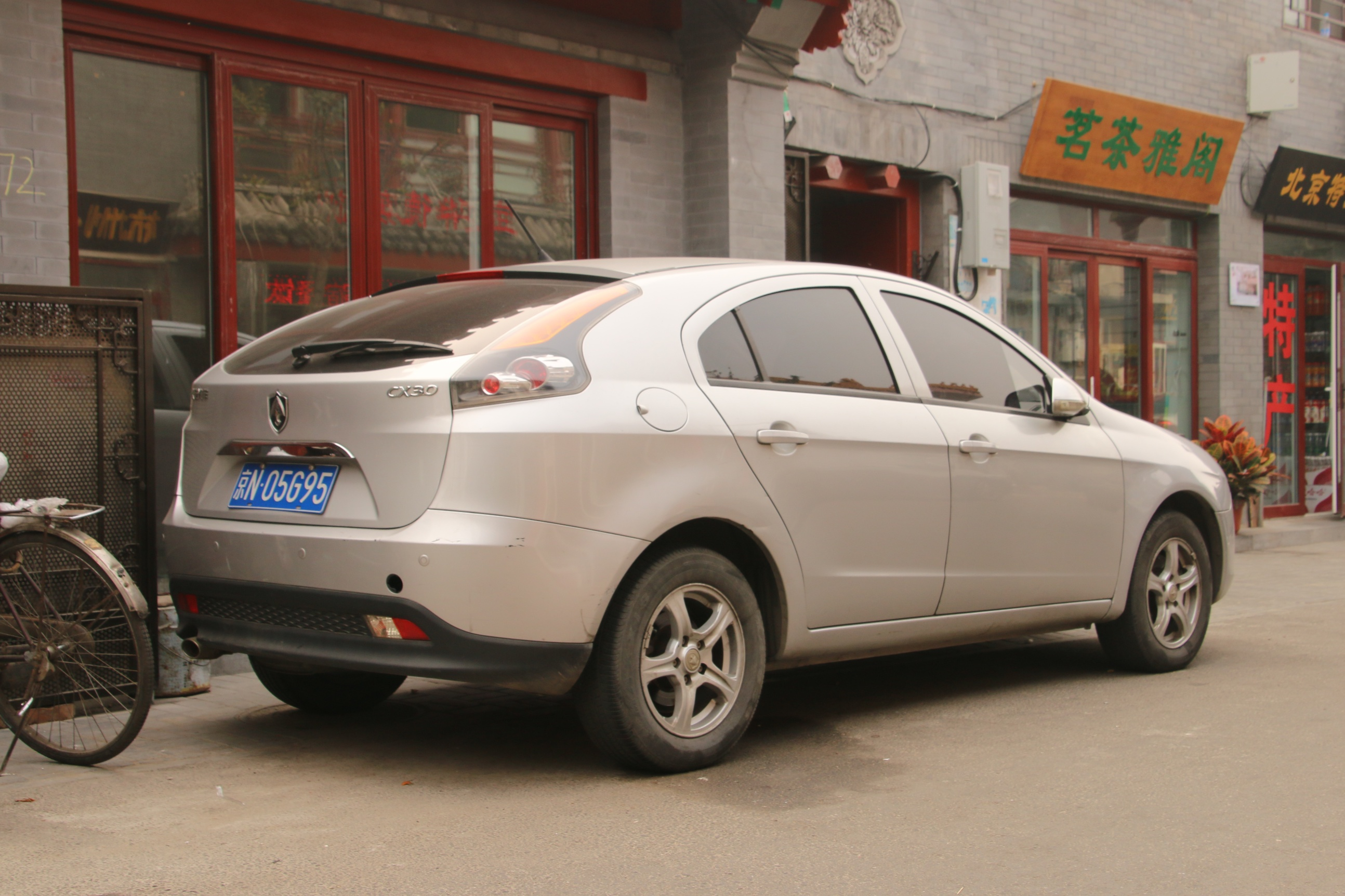
Changan CX30